# Batis fratrum
Batis fratrum е вид птица от семейство Platysteiridae.

## Разпространение
Видът е разпространен в Малави, Мозамбик, Южна Африка и Зимбабве.